# Chauna
Chauna es un género de aves acuáticas anseriformes —perteneciente a la familia de los anímidos— integrado por 2 especies, denominadas comúnmente chajáes, tapacarés, chicagüires o chavarríes. Habitan en humedales templados y cálidos de Sudamérica.

## Taxonomía
El género Chauna fue descripto originalmente en el año 1811 por el zoólogo alemán Johann Karl Wilhelm Illiger. Por monotipia en el momento de su descripción, la especie tipo es Parra chavaria (hoy denominada Chauna chavaria), taxón que había sido descrito por Carlos Linneo en 1766.
Etimología
Etimológicamente, el término genérico Chauna deriva de la palabra en idioma griego khauné, que significa 'esponjosa', 'blanda', en alusión a la consistencia fofa de esta ave.
Subdivisión
El género Chauna se subdivide en 2 especies:
- Chauna chavaria (Linnaeus, 1766) - chajá chicagüire o chavarrí
- Chauna torquata Oken, 1816 - chajá común

## Características
Sus especies poseen un cuerpo voluminoso, patas robustas y bastante largas de color rosado, sin membrana natatoria, dado que, si bien suelen flotar, prefieren mayormente caminar sobre la vegetación marginal y recorrer pastizales que rodean a humedales, así como perchar sobre árboles y arbustos.
El plumaje es grisáceo, más pardusco y oscuro en las alas y cola, con un collar negro o negri-blanco en el cuello y una cresta nucal gris. Las tapadas son blancas y contrastan nítidamente en vuelo con las remeras negras. El pico es corto, encorvado y de color pardo negruzco; el área desde este hasta la zona periocular es desnuda y rojiza. 
Los ejemplares adultos exhiben un par de afilados espolones o púas de color anaranjado en el borde frontal de cada ala.
No hay un notorio dimorfismo sexual; ambos sexos pesan entre 3 y 4 kilos, lo cual es poco en relación con su tamaño, ya que parado mide unos 85 cm.

## Hábitos
Emiten un potente grito onomatopéyico. En vuelo aprovechan las corrientes térmicas, lo que les permite, mediante prolongados planeos, alcanzar elevadas alturas. Fuera de la temporada reproductiva pueden agruparse en bandadas de varias decenas de ejemplares. No son especies migratorias, permaneciendo en las mismas regiones todo el año.
Alimentación
Son aves mayormente herbívoras; se alimentan preferentemente de brotes y plantas blandas, pudiendo afectar a pasturas o cultivos cercanos a humedales.
Reproducción
Se reproducen en parejas monógamas —que mantienen de por vida—, las que construyen su nido en el interior de grandes humedales; este consiste en una plataforma de fibras vegetales de especies acuáticas (juncos, totoras, espadañas) sobre la que colocan de 2 a 7 huevos grandes y de color crema. Luego de una incubación de alrededor de 45 días nacen los pichones, cubiertos por un plumón amarillento, los que son nidífugos; recién al año logran conseguir el plumaje del adulto.

## Distribución geográfica y hábitats

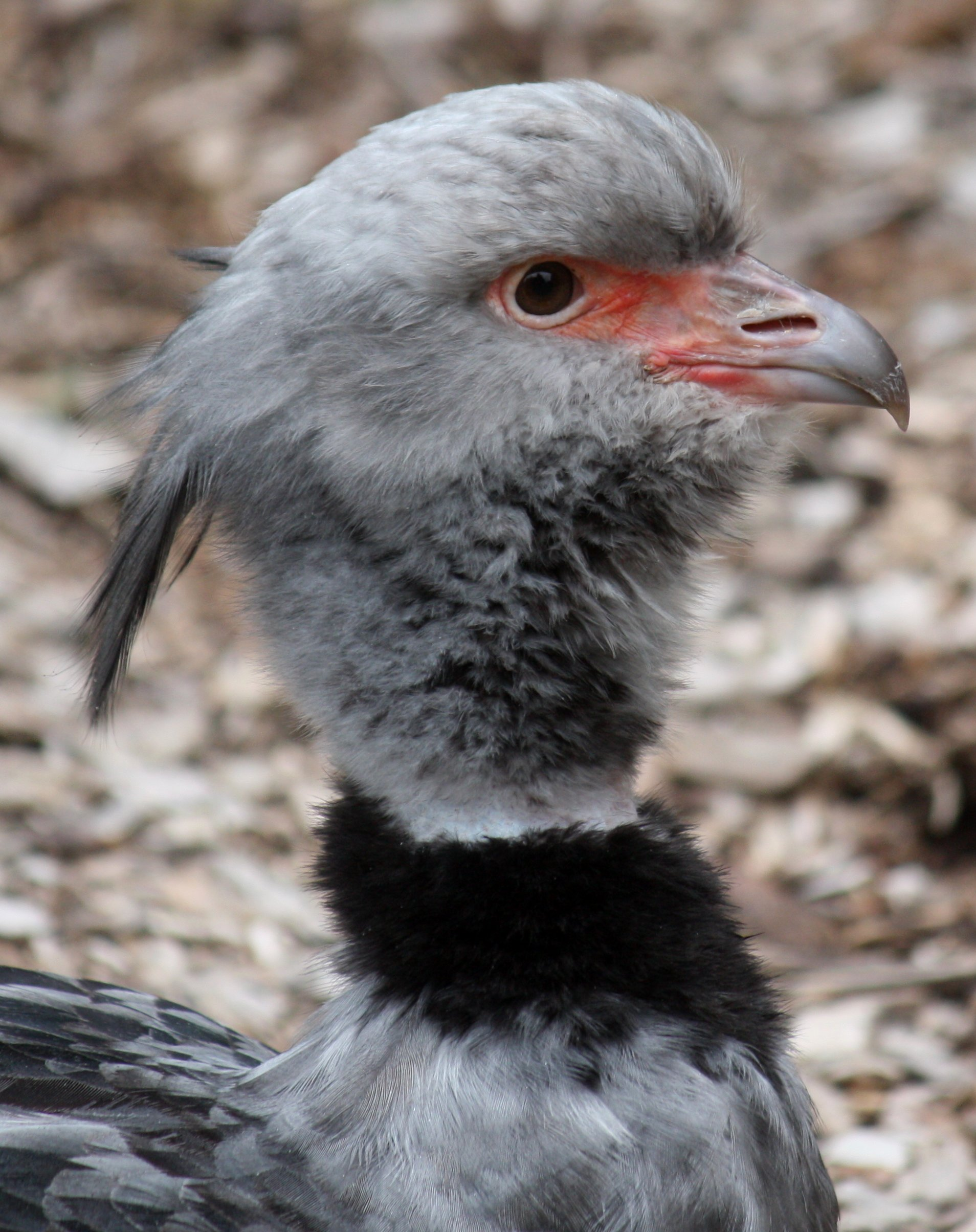
Detalle de la cabeza de un chajá común (Chauna torquata).

Este género se distribuye en el norte de Venezuela y Colombia y desde el sudeste del Perú, Bolivia, el centro y sur de Brasil, Paraguay, Uruguay y el nordeste y centro de la Argentina. Sus especies habitan en humedales de sabanas y estepas en regiones de baja altitud, pantanos, lagunas, riberas de ríos de flujo lento y llanuras aluviales inundadas estacionalmente, pudiendo estar bordeadas por bosques.